# Daszewo
Daszewo (niem. Dassow) – wieś sołecka w Polsce, położona w województwie zachodniopomorskim, w powiecie białogardzkim, w gminie Karlino.
W latach 1954–1959 wieś należała i była siedzibą władz gromady Daszewo, po jej zniesieniu w gromadzie Karlino. W latach 1975–1998 wieś należała do województwa koszalińskiego. W roku 2007 wieś liczyła 284 mieszkańców, będąc jedną z większych w gminie.
Osada wchodząca w skład sołectwa:
- Brzeźno

## Geografia
Wieś leży ok. 4 km na północ od Karlina, ok. 1,5 km na wschód od drogi wojewódzkiej nr 163, przy linii kolejowej nr 404 Szczecinek - Kołobrzeg.

## Zabytki i ciekawe miejsca
Do połowy lat 80. XX wieku stał tu wiatrak z 1904 r. typu paltrak.

## Gospodarka
We wsi znajduje się jednostka Ochotniczej Straży Pożarnej.
Miejscowość podłączona jest do sieci gazociągowej.

## Przyroda
Nad brzegiem rzeki Parsęty rośnie grupa pięciu jodeł pospolitych o obw. 160-280 cm i wys. ok. 33 - 38 m, klon jawor o obw. 420 cm i wys. 30 m.

## Kultura i sport
W Daszewie znajduje się szkoła podstawowa, przy której działa Klub Indianistów. Jest tutaj również boisko sportowe, świetlica wiejska.
Daszewo jest tematem dokumentalnego filmu pt. "Nowa ziemia - polsko-niemieckie zbliżenia w Daszewie". 

## Komunikacja
W miejscowości znajduje się przystanek kolejowy.
Jest tutaj również przystanek komunikacji autobusowej.